# ナムデーン

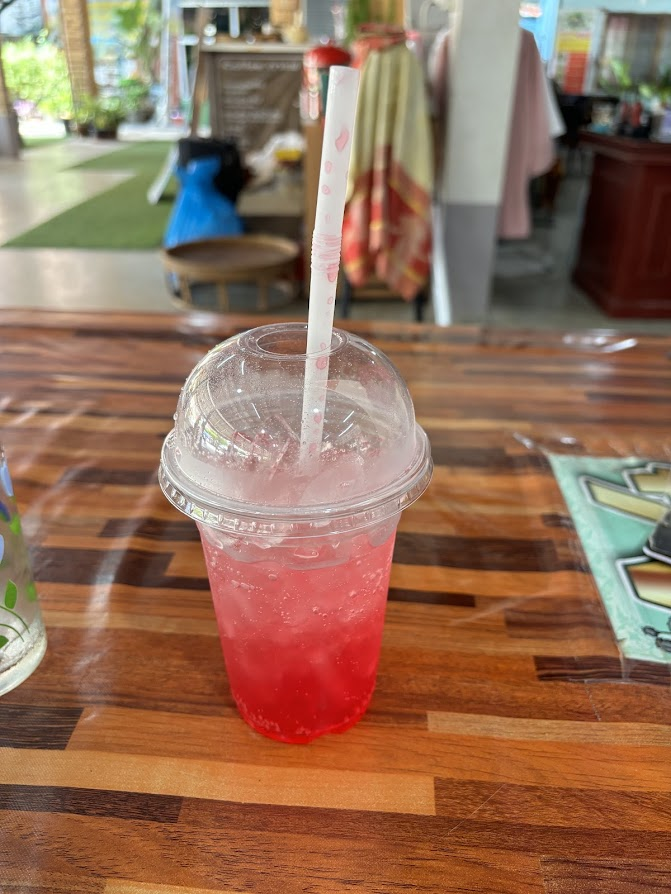
ナムデーン（チエンセーン郡・2024年）

ナムデーン（タイ語: น้ำแดง）は、タイの飲料のひとつである。「ナムデーン」は直訳すると「赤い水」の意味である。
飲用に供されるほか、ピー信仰においては多く祭壇への供え物とされる。たとえばクマントーンやナンクワックにはナムデーンが備えられることが多い。この理由は定かではないが、中国文化の影響を受けたタイでは、赤色が縁起の良い色と考えられているからとも、クマントーンが子どもの神であり、ナムデーンは子どもが好きな飲み物であるからとも、もとは血を供えていたからであるともいう。クマントーンの場合は、ナムデーンに加えて、緑色の飲料であるナムキアオを一式で供えることも多い。
元来、ナムデーンはヤシ糖と数種のハーブからつくったシロップを希釈したものであったが、タイ語においては、赤い水分のことは概してナムデーンと呼ぶことができるため、ストロベリー味のファンタが祠に供えられることも多い。2017年にはスワンナプーム国際空港のヤック像の台座にファンタが供えられたことを背景に、空港当局が敷地内での供物を控えるよう注意喚起をおこなった。
ナムデーンの宗教的利用
- ナムデーンが供えられた祭壇（サムイ島・2016年）
- 祠に供えられたファンタ（チェンラーイ・2024年）
- クマントーンに供えられたファンタ（ラーチャブリー県・撮影年不明）